# Libro Rojo de las Lenguas Amenazadas
El Libro Rojo de las Lenguas Amenazadas ha sido recogido por Tapani Salminen y publicado por la UNESCO, y contiene una lista exhaustiva de lenguas de todo el mundo amenazadas de extinción. Se puede consultar en línea y aparecen la mayoría de las lenguas habladas por pueblos indígenas de todo el mundo. Aunque se actualizó por última vez en 2003, la UNESCO ha publicado también un Atlas Interactivo UNESCO de las Lenguas en Peligro en el Mundo.